# Pilidiostigma
Pilidiostigma es un género de 6 especies de arbustos o pequeños árboles pertenecientes a la familia Myrtaceae. Todas las especies son nativas de Australia y una, P. papuanum, de Papúa Nueva Guinea.

## Especies
- Pilidiostigma glabrum
- Pilidiostigma papuanum
- Pilidiostigma rhytisperma
- Pilidiostigma rhytispermum
- Pilidiostigma tetramerum
- Pilidiostigma tropicum